# Іншопланетянин (фільм)
«Іншопланетянин» (англ. ET від англ. ExtraTerrestrial — іншопланетянин) — американський фантастичний фільм 1982 року, режисером і співпродюсером якого є Стівен Спілберг. Фільм оповідає про історію самотнього хлопчика, який подружився з дружнім іншопланетянином. 4 премії «Оскар».

## Сюжет
Іншопланетянин, тілом схожий на черепаху без панцира, а мордочкою одночасно на мопса і Альберта Ейнштейна, прилетів на землю з мирними намірами — у складі науково-дослідної групи. Фільм починається в каліфорнійському лісі, де група інопланетних дослідників збирає зразки рослин.
Фахівці з NASA помітили наближення літаючої тарілки й подумали, що просто зобов'язані відловити хоча б одного з інопланетних створінь. При появі спецагентів уряду Сполучених штатів, іншопланетяни тікають у свій космічний корабель, забувши на Землі одного найменш розторопного колегу.
Земний хлопчик Елліот, а також його брат і сестра, яку грає семирічна Дрю Беррімор, долаючи огиду до неприємно вигляду створіння, рятують його.

## Створення фільму
- Сценарій до фільму був написаний під час роботи над фільмом «Індіана Джонс: У пошуках втраченого ковчега» (1981) в перервах між зйомками. Стівен Спілберг диктував сюжет Меліссі Матіссон, оскільки та була сценаристом і перебувала там разом зі своїм чоловіком, Гаррісоном Фордом.
- Італійський майстер спецефектів Карло Рамбальді зробив три моделі іншопланетянина загальною вартістю в 700 000 доларів. Вони були виготовлені зі спеціальної гуми й зі скловолокна і містили безліч електронних пристроїв.
- Обличчя Іншопланетянина було змодельовано на основі зовнішності поета Карла Сендберга, Альберта Ейнштейна і будови собаки породи мопс.
- Моделі мали різні функції: перша була чисто механічною; вона кріпилася до підлоги й могла здійснювати 30 різних рухів частинами обличчя і ще 30 рухів — різними частинами тіла. Друга модель була автоматична, електронна, і могла здійснювати 86 видів рухів. Третя модель могла здійснювати тільки 10 видів рухів, але була автономною; вона використовувалася в сценах, де потрібно було показати пересування.
- У тих випадках, коли жодна з моделей не могла забезпечити достатньо правдоподібного «живого» враження (такі епізоди становили близько 15 % екранного часу), в зйомках брали участь карлики й 12-річний хлопчик, безногий від народження (в ті часи ця подробиця не афішувалася): Пет Білона, Тамара Де Тро і Метью Де Мерріт.
- Сцена, коли мама Еліота дивиться в шафу і бачить інопланетянина, оточеного іграшками, який прикидається однією з них, була придумана Робертом Земекісом.

## Нагороди
4 премії «Оскар» і 37 інших нагород у 27 номінаціях.